# 拿非利人
拿非利人（希伯來語：נְפִילִים），《聖經思高本》譯為「巨人」，《和合本聖經》譯為「偉人」，见于旧约圣经中，包括创世記6章1~4节、民数记13章33节等处所描绘；也见于其他圣经經卷和一些非正典犹太人著作。
6:1 當人在地上多起來，又生女兒的時候，
6:2	神的兒子們看見人的女子美貌，就隨意挑選，娶來為妻。
6:3	耶和華說，人既是肉體，我的靈就不永遠與他相爭；然而他的日子還有一百二十年。
6:4	神的兒子們和人的女子交合生子，從那時起地上就有了拿非利人；他們就是上古英武有名的人。
——李常受，《聖經恢復本創世記》

## 圣经注释
根据新美国圣经，拿非利人的出现，是人类日益增长的邪恶的一部分。出现在迦南地区的史前巨人，被以色列民族称为拿非利人。在民数记13章33节，以色列人看见这些身型高大的人种，感到极为恐惧。
新美国圣经在犹大书注释中也引用了创世記的故事，说到这些来到地上的堕落天使与人类的女子发生不道德的性关系：
|  | 又有不守自己权位，离弃自己住处的天使，主用永远的锁链把他们拘留在幽冥裡，等候大日的审判；又如所多玛、蛾摩拉和周围城邑的人，也照他们的样子一味的行淫，随从相异的肉体，就受永火的刑罚，立为鉴戒。 |

根据新牛津注释本圣经，创世記章节只显示拿非利人生存在神人交合生子的时代。此后泛指“堕落者”。

## 利乏音人
利乏音人在约书亚记中频繁出现，后来被迦南部落征服并驱逐。不过也提到一些“利乏音人”幸存下来，其中一个是巴珊王噩，他的床长达九肘。
|  | 巴珊王噩是利乏音人所余剩仅存的。他的床是铁的，长九肘，宽四肘，都是以人肘为度；现今岂不是在亚扪人的拉巴么？ |

利乏音人可能是同样的迦南人，摩押人称为以米人（意为“可怕”），亚扪人称为散送冥人。撒母耳记下提到其中一些逃到非利士人中间，他们在大卫时代仍然存在。对于其起源，以及他们与拿非利人的关系一无所知，不过根据犹太人传统，他们之间是有关联的。